# Ormes (Eure)
Ormes – miejscowość i gmina we Francji, w regionie Normandia, w departamencie Eure.
Według danych na rok 1990 gminę zamieszkiwało 389 osób, a gęstość zaludnienia wynosiła 28 osób/km² (wśród 1421 gmin Górnej Normandii Ormes plasuje się na 537 miejscu pod względem liczby ludności, natomiast pod względem powierzchni na miejscu 176).